# Medophron rufilabris
Medophron rufilabris là một loài tò vò trong họ Ichneumonidae.